# ريجيلو

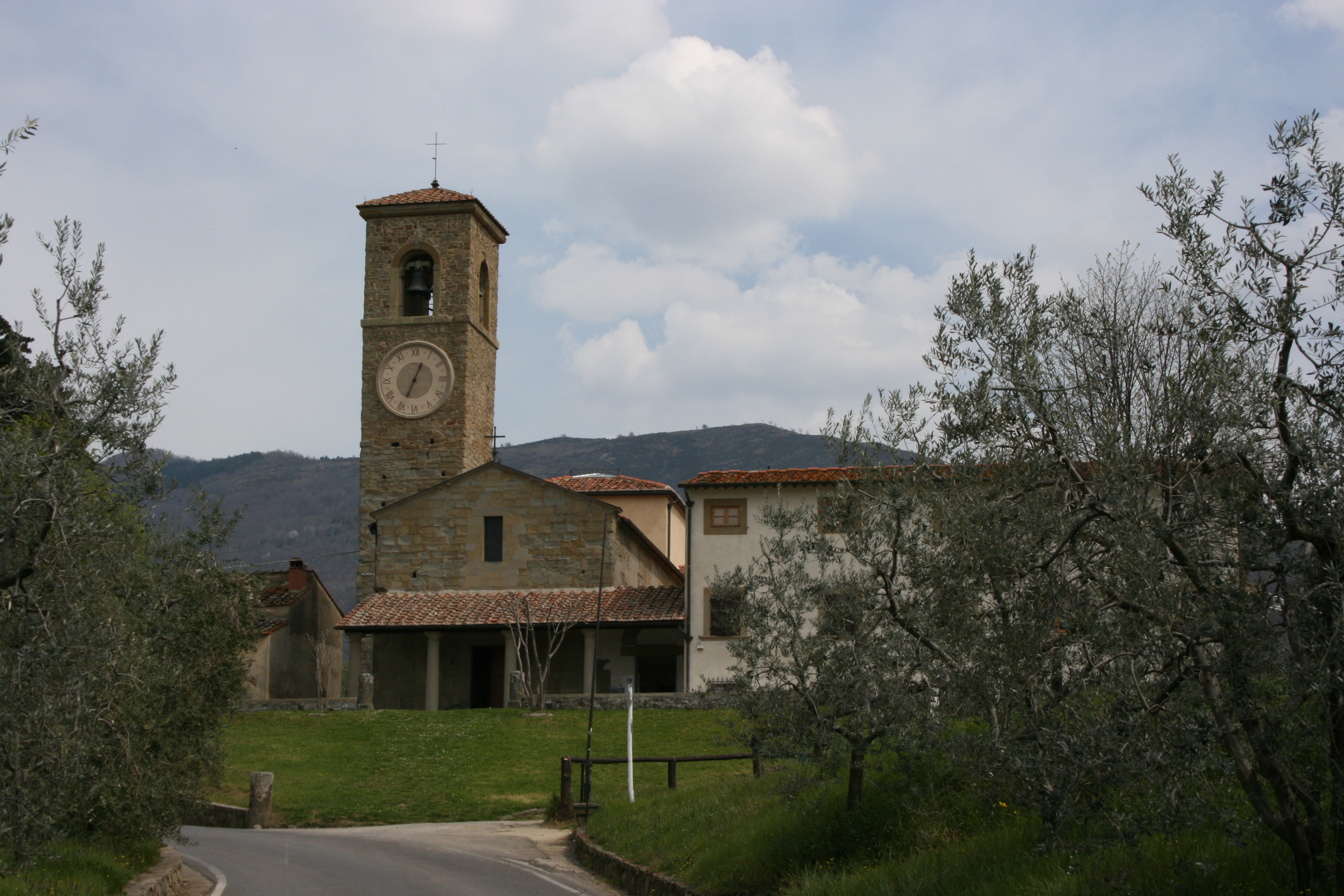
كنيسة القديسة أجاتا في أرفولي.

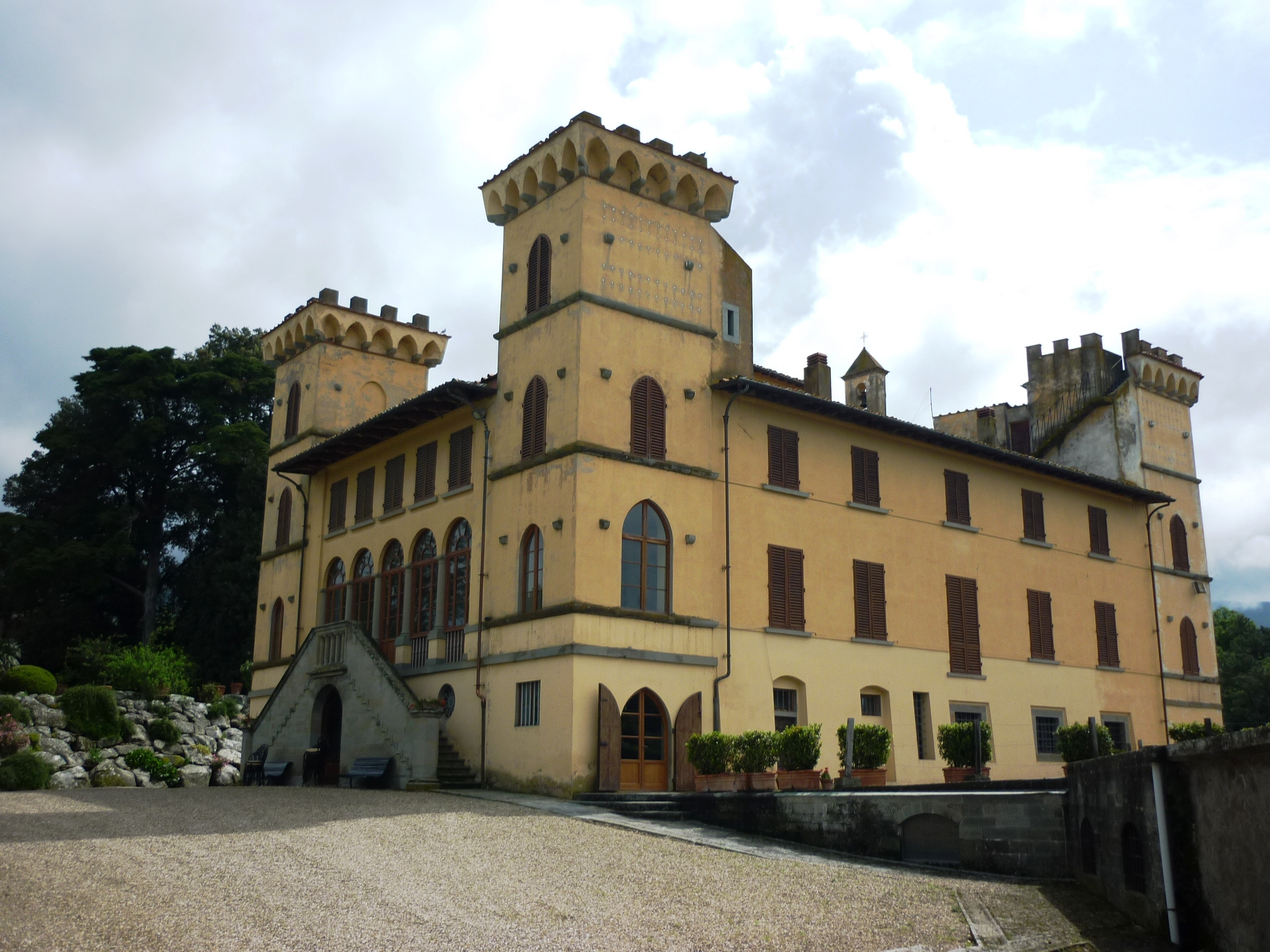
قلعة بونسي في بيترابيانا.

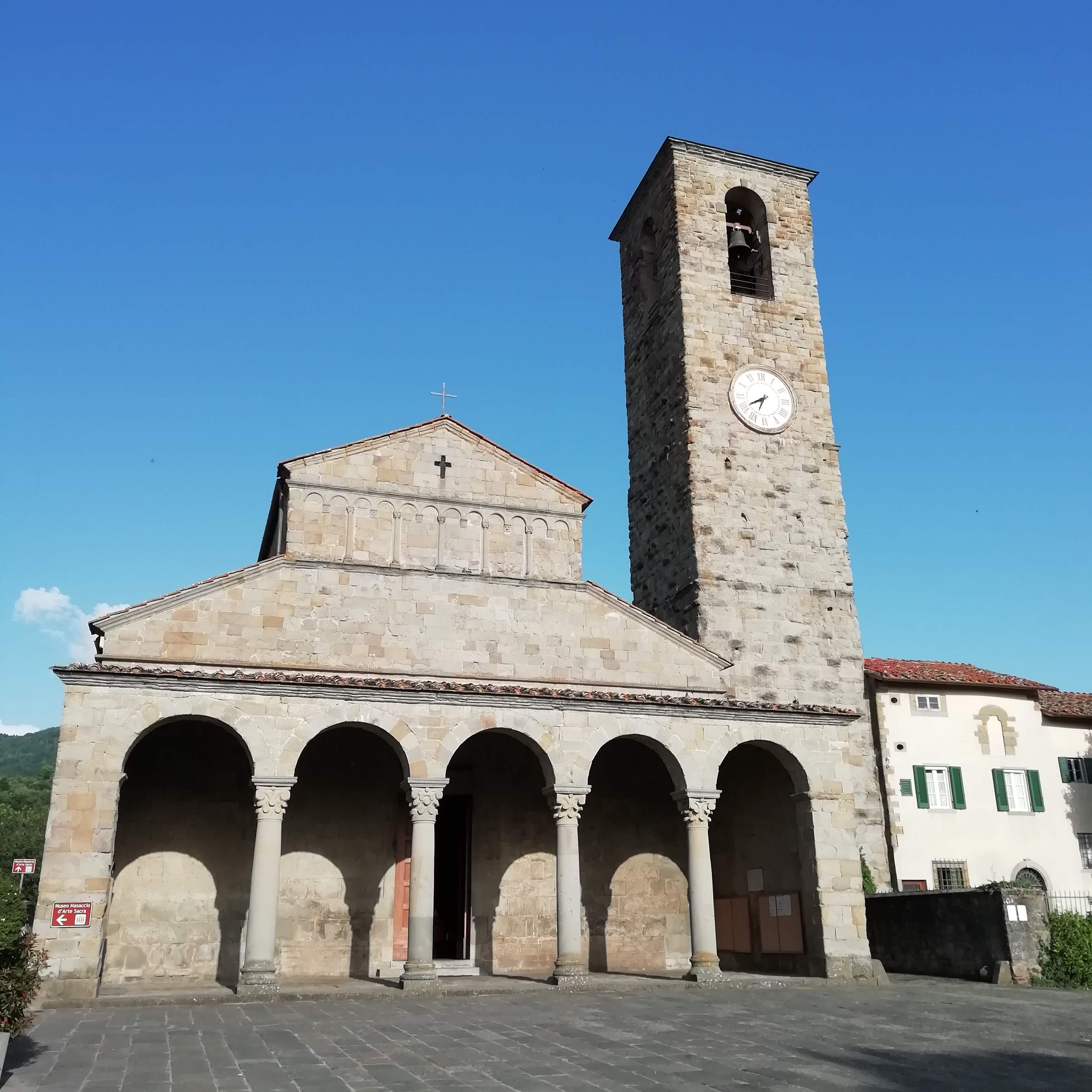
كنيسة أبرشية سان بيترو آ كاسيا

ريجيلو هي كومونا تقع في العاصمة فلورنسا الحضرية في منطقة توسكانا الإيطالية، وتوجد على بعد ما يقارب 35 كيلومتر (22 ميل) في جنوب شرق فلورنسا، بين الجانب الشمالي الغربي من براتوماجنو وفالدارنو العليا.
تقع البلدية على حدود قلعة سان نيكولو وكاستيلفرانكو بيانديسكو ‏ وفيجلين وإنسيسا فالدارنو ومونتيمينيو وبيلاجو وريجنانو سولارنو.

## تاريخ
وكانت المنطقة مكتظة بالسكان منذ العصور القديمة وتشير العديد من أسماء الأماكن إلى وجود الأتروسكان والرومان ولونجوباردس. يُطلق على ريجيلو في البداية اسم "Castelvecchio di Cascia"، وقد وُلد كسوق بالقرب من نهر Resco حيث تلتقي ثلاثة شوارع: مساران من وادي كاسينتينيو وكاسيا فيتوس (يسمى الآن طريق تينوتا سيتي بونتي).
المولد الرسمي لمجتمع ريجيلو هو 1773 بفضل قانون الدوق الكبير ليوبولد ويرجع الهيكل الإقليمي الحالي من عام 1840.
في عام 1966، وكان هٌناك سبعة أشخاص لقو حتفهم ودُمر أيضا أحد أحياء ريجيلو بسبب الانهيار الأرضي الذي تسبب فيه الأمطار ذاتها التي غمرت فلورنسا أيضًا.

## مشاهد
- كنيسة أبرشية سان بيترو في كاسيا ، التي بنيت في موقع استراتيجي على طول الطريق الروماني كاسيا فيتوس (طريق سيتيبونتي). تعتبر الكنيسة من أهم الأمثلة على العمارة الرومانية في المنطقة.
- متحف ماساتشيو للفن المقدس في كاسيا ، على بعد خطوتين فقط من الكنيسة، هو موطن أول تحفة ماساكيو: لوحة سان جوفينالي الثلاثية ، بتاريخ 1422.
- دير فالومبروسا . الدير، الذي يسوده الهدوء والعزلة، موطن للرهبان البينديكتين. كما يضم متحف الفن المقدس . في جميع أنحاء الدير توجد مصليات ومظلات (دائرة المصليات).
- تعتبر <b id="mwOg">قلعة Sammezzano</b> في Leccio أهم مثال على العمارة الاستشراقية في إيطاليا (القلعة والمنتزه ملكية خاصة وفي الوقت الحالي لا يُسمح للزوار بالدخول).
- تنتشر العديد من الكنائس الأخرى في الريف حول Reggello ، مثل الكنيسة المخصصة لـ Sant'Agata ad Arfoli وكنيسة Pitiana ، بالإضافة إلى القلاع والفيلات التاريخية (Torre del Castellano و Bonsi و Mandri و Graffi و Pitiana).
- ذا مول لاكشري أوتليت، في ليتشيو
- مسرح اكسلسيور

## المناطق الطبيعية
- <b id="mwSA">محمية الطبيعة الحيوية الوراثية في Vallombrosa</b> ، على المنحدر الغربي لسلسلة جبال Pratomagno . المحمية هي موطن للدير القديم، <b id="mwSw">والمشتل التجريبية</b> ، وأطول شجرة في إيطاليا، والعديد من المسارات، بعضها على طول مسارات مخصصة لسانت فرانسيس ودانتي أليغييري.
- غابة سانت أنطونيو ، منطقة طبيعية محمية ذات أهمية محلية. عند سفح الغابة يوجد مركز الزوار للمناطق المحمية في بونتي أينا (مفتوح في الصيف). هذه هي نقطة الانطلاق للعديد من مسارات المشي والمشي لمسافات طويلة.

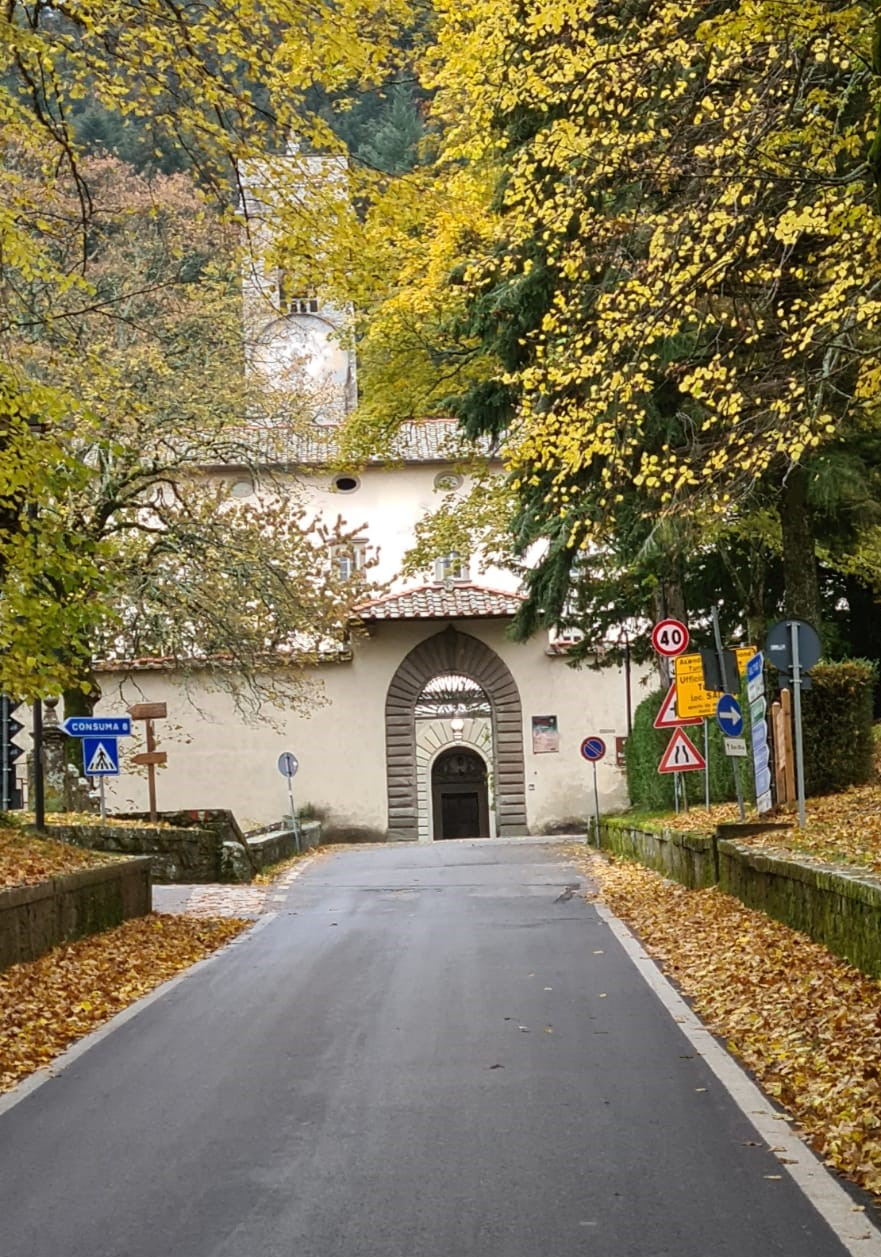
فالومبروسا - الدير والمحمية

- فالومبروسا - الدير والمحمية منطقة Balze الطبيعية المحمية ذات الأهمية المحلية الواقعة في أعالي فالدارنو. Balze عبارة عن هياكل جيولوجية تتكون من الرمل الطبقي والطين والحصى. تنبع هذه الأخاديد الرائعة من البحيرة التي غطت فالدارنو خلال العصر الجليدي.

## منتجات محلية
- زيت الزيتون البكر الممتاز - يتميز زيت EVO Reggello بخصائص حسية خاصة وحموضة منخفضة بفضل الارتفاع والمناخ المعتدل والتربة الفريدة تقريبًا في توسكانا، مع محتوى منخفض جدًا من الحجر الجيري ونسبة عالية من الكوارتز. في شهر نوفمبر من كل عام، يتم الاحتفال بالذهب الأخضر في Rassegna dell'Olio Extravergine di Oliva (مهرجان زيت الزيتون) . Reggello عضو في الرابطة الوطنية لمدن زيت الزيتون.
- سيسينو روزا دي ريجيللو Cecino Rosa di Reggello - نوع من الحمص سهل الهضم وذو مذاق رقيق.
- فاجيولو زولفينو - حبة نموذجية من فالدارنو وبراتوماجنو.

## رياضة
يسمى فريق كرة القدم المحلي باسم فريق الهواة الرياضي
، ويلعب الآن في قسم بروموزوني.

## روابط خارجية
- باللغة الإيطالية الموقع الرسمي
- http://www.visitreggello-tuscany.com/en/
- https://www.visittuscany.com/en/destinations/reggello/
- https://www.feelflorence.it/en/node/25523
- https://www.sammezzano.info/ (بالإيطالية)
- http://www.savesammezzano.com/ (بالإيطالية)